# Grönnen
Grönnen är en sjö i Eksjö kommun i Småland och ingår i Emåns huvudavrinningsområde. Sjön har en area på 0,0712 kvadratkilometer och ligger 196 meter över havet.

## Delavrinningsområde
Grönnen ingår i det delavrinningsområde (638553-145088) som SMHI kallar för Mynnar i Emån. Avrinningsområdets medelhöjd är 201 meter över havet och ytan är 2,81 kvadratkilometer. Räknas de 3 delavrinningsområdena uppströms in blir den ackumulerade arean 32,78 kvadratkilometer. Vattendraget som avvattnar avrinningsområdet har biflödesordning 2, vilket innebär att vattnet flödar genom totalt 2 vattendrag innan det når havet efter 181 kilometer. Delavrinningsområdet består mestadels av skog (44 procent) och jordbruk (42 procent). Avrinningsområdet har 0,07 kvadratkilometer vattenytor vilket ger det en sjöprocent på 2,3 procent.